# Condiciones de trabajo
Las condiciones de trabajo o condiciones laborales son los distintos elementos de una relación entre un trabajador y la empresa para la que trabaja.

## Definiciones
Según el ámbito que nos ocupe, se puede poner mayor énfasis en unos u otros elementos de dicha relación, en la medida en que están relacionados con el objeto de estudio. Por ejemplo, los elementos de una relación laboral que afecten a los derechos de los trabajadores, o a la seguridad y salud en el trabajo.
Aunque el Estatuto de los Trabajadores (España) no defina formalmente el concepto de «condiciones de trabajo», sí enumera algunas de las mismas en el artículo 41, que regula la modificación sustancial de condiciones de trabajo como aquellas que afecten a la jornada de trabajo, al horario y distribución del tiempo de trabajo, al régimen de trabajo a turnos, al sistema de remuneración y cuantía salarial, al sistema de trabajo y rendimiento y a las funciones (cuando excedan de los límites previstos para la movilidad funcional).
Por otra parte, la Ley de Prevención de Riesgos Laborales (España, 1995) define las condiciones de trabajo como las características del trabajo que puedan tener una influencia significativa en la generación de riesgos para la seguridad y salud del trabajador.
La misma ley incluye específicamente los siguientes tipos de condiciones laborales:

- a) Las características generales de los locales, instalaciones, equipos, productos y demás útiles existentes en el centro de trabajo.
- b) La naturaleza de los agentes físicos, químicos y biológicos presentes en el ambiente de trabajo y sus correspondientes intensidades, concentraciones o niveles de presencia.
- c) Los procedimientos para la utilización de los agentes citados anteriormente que influyan en la generación de los riesgos mencionados.
- d) Todas aquellas otras características del trabajo, incluidas las relativas a su organización y ordenación, que influyan en la magnitud de los riesgos a que esté expuesto el trabajador.

La seguridad y salud en el trabajo es un área interdisciplinaria relacionada con la seguridad, la salud y la calidad de vida en el empleo. También puede estudiar el impacto del empleo o su localización en comunidades cercanas, familiares, empleadores, clientes, proveedores y otras personas. 